# SIGSTOP
SIGSTOP bezeichnet auf POSIX-kompatiblen Plattformen ein Signal zum Unterbrechen von Programmprozessen. Diese können mit SIGCONT fortgesetzt werden. Die Konstante zu SIGSTOP ist in der Header-Datei signal.h definiert. Symbolische Signal-Bezeichnungen werden verwendet, da sich die Signalnummern plattformabhängig unterscheiden können.

## Etymologie
SIG wird gewöhnlich als Vorsilbe für Signale verwendet, während STOP für Stoppen im Sinne von Unterbrechen steht.

## Verwendung
Ein unterbrochener Prozess verbraucht weiter Arbeitsspeicher; unterbrochene Prozesse kann man in der Ausgabe von ps an einem T erkennen. SIGSTOP ist neben SIGKILL das einzige Signal, welches nicht abgefangen werden kann.